# Arcidiocesi di Chongqing
L'arcidiocesi di Chongqing (in latino Archidioecesis Ciomchimensis) è una sede metropolitana della Chiesa cattolica in Cina. Nel 1950 contava 37.608 battezzati su 11.500.000 abitanti. La sede è vacante.

## Territorio
L'arcidiocesi comprende parte della provincia cinese del Sichuan (oggi municipalità con status di provincia di Chongqing).
Sede arcivescovile è la città di Chongqing, dove si trova la cattedrale di San Giuseppe.

## Storia
Il vicariato apostolico del Sichuan sud-orientale fu eretto il 2 aprile 1856 con il breve Cupientes pro supremi di papa Pio IX, ricavandone il territorio dal vicariato apostolico del Sichuan (oggi diocesi di Chengdu).
Il 24 gennaio 1860 cedette una porzione di territorio a vantaggio dell'erezione del vicariato apostolico del Sichuan Meridionale (oggi diocesi di Yibin), e contestualmente assunse il nome di vicariato apostolico del Sichuan Orientale.
Il 3 dicembre 1924 assunse il nuovo nome di vicariato apostolico di Chungking in forza del decreto Vicarii et Praefecti della Congregazione di Propaganda Fide.
Il 2 agosto 1929 cedette una porzione di territorio a vantaggio dell'erezione del vicariato apostolico di Wanxian (oggi diocesi di Wanzhou).
L'11 aprile 1946 il vicariato apostolico è stato elevato ad arcidiocesi metropolitana con la bolla Quotidie Nos di papa Pio XII.
Dal 1993 al 2001 è stato vescovo "ufficiale" dell'arcidiocesi monsignor Pierre Luo Beizan.

## Cronotassi dei vescovi
Si omettono i periodi di sede vacante non superiori ai 2 anni o non storicamente accertati.
- Eugène-Jean-Claude-Joseph Desflèches, M.E.P. † (2 aprile 1856 - 20 febbraio 1883 dimesso)
- Eugène-Paul Coupat, M.E.P. † (20 febbraio 1883 succeduto - 26 gennaio 1890 deceduto)
  - Laurent Blettery, M.E.P. † (2 settembre 1890 - 17 agosto 1891 dimesso) (vescovo eletto)[3]
- Célestin-Félix-Joseph Chouvellon, M.E.P. † (25 settembre 1891 - 11 maggio 1924 deceduto)
- Louis-Gabriel-Xavier Jantzen, M.E.P. † (16 febbraio 1925 - 24 ottobre 1950 dimesso)
  - Sede vacante
  - Shi Ming-liang † (31 marzo 1963 consacrato - ?)
  - Simon Liu Zong-yu † (21 dicembre 1981 consacrato - 30 settembre 1992 deceduto)
  - Pierre Luo Beizan † (14 maggio 1993 consacrato - 26 marzo 2001 deceduto)

## Statistiche
L'arcidiocesi nel 1950 su una popolazione di 11.500.000 persone contava 37.608 battezzati, corrispondenti allo 0,3% del totale.
| anno | popolazione | popolazione | popolazione | presbiteri | presbiteri | presbiteri | presbiteri                | diaconi | religiosi | religiosi | parrocchie |
| anno | battezzati  | totale      | %           | numero     | secolari   | regolari   | battezzati per presbitero | diaconi | uomini    | donne     | parrocchie |
| ---- | ----------- | ----------- | ----------- | ---------- | ---------- | ---------- | ------------------------- | ------- | --------- | --------- | ---------- |
| 1950 | 37.608      | 11.500.000  | 0,3         | 85         | 85         |            | 442                       |         | 6         | 114       | 42         |